# Greatest 18 Club Championship
Il Greatest 18 Club Championship è stato un titolo dei pesi massimi della New Japan Pro-Wrestling.

## Storia
Fu creato il 29 settembre 1990 durante il 30º anniversario della carriera di Antonio Inoki insieme al "Greatest 18 Club", una hall of fame costituita da Lou Thesz, Karl Gotch, Nick Bockwinkel, Johnny Powers, Johnny Valentine, André the Giant, Stan Hansen, Wim Ruska, Billy Robinson, Hiro Matsuda, Bob Backlund, Verne Gagne, Strong Kobayashi, Hulk Hogan, Muhammad Ali, Seiji Sakaguchi, Antonio Inoki ed inizialmente Tiger Jeet Singh, poi sostituito da Dusty Rhodes.
Riki Choshu fu il campione inaugurale, e fu incoronato da Lou Thesz il 25 febbraio 1991. Egli difese il titolo contro Tiger Jeet Singh all'evento Starrcade in Tokyo Dome, con Shinya Hashimoto a Tokyo 3 Days Battle e con Tatsumi Fujinami a Super Warriors in Tokyo Dome.
Il 16 agosto 1992 The Great Muta ritirò la cintura pochi attimi dopo averla vinta da Choshu, così da concentrarsi sulla difesa del suo IWGP Heavyweight Championship.

## Albo d'oro
| Wrestler       | Regni | Data             | Giorni combinati | Luogo   | Evento                 | Note                    |
| -------------- | ----- | ---------------- | ---------------- | ------- | ---------------------- | ----------------------- |
| Riki Chōshū    | 1     | 25 febbraio 1991 | 538              | N/A     | N/A                    | Incoronato da Lou Thesz |
| The Great Muta | 1     | 16 agosto 1992   | <1               | Fukuoka | G1 Climax Special 1992 |                         |
| Ritirato       | —     | 16 agosto 1992   | —                | —       | —                      |                         |